# Burmattus pococki
Burmattus pococki är en spindelart som först beskrevs av Tord Tamerlan Teodor Thorell 1895.  Burmattus pococki ingår i släktet Burmattus och familjen hoppspindlar. Inga underarter finns listade.